# Simonyi Iván
Simonyi és varsányi Simonyi Iván (Simony, 1838. december 15. – Pozsony, 1904. július 2.) magyar jogász, ügyvéd, újságíró, szerkesztő, országgyűlési képviselő, az Országos Antiszemita Párt egyik alapítója.

## Élete
Simonyi Iván 1838-ban született a Bars vármegyei Simonyban, a simonyi és varsányi Simonyi család leszármazottjaként. Apja Simonyi Ferenc 1847-1848-ban a vármegye első alispánja volt. Simonyi Iván középiskolai tanulmányait a pesti Piarista Gimnáziumban és Pozsonyban végezte, majd Bécsben jogot hallgatott. Mivel a Bach-korszakban nem akart hivatalt vállalni, a Radetzky nevét viselő 5. huszárezrednél szolgált, ahol nemsokára hadnagy, majd főhadnagy lett. 1861-ben kilépett a hadseregből, majd Pesten befejezte jogi tanulmányait. Ügyvédi vizsgát tett és Pozsonyban nyitott ügyvédi irodát, élénken részt vett a város közéletében is. 1872-ben Horn Edével és Jókai Mórral közösen megalapította a Westungarischer Grenzbote című német nyelvű ellenzéki lapot, melynek később tulajdonosa és haláláig szerkesztője volt. Tagja volt a Magyar Újságírók Szövetségének.
1878-ban a galántai kerületben országgyűlési képviselővé választották a Függetlenségi Párt színeiben, majd 1881-től 1887-ig a magyaróvári kerület képviselője volt. Az országgyűlésben antiszemita nézeteket képviselt: 1882-ben a drezdai nemzetközi antiszemita kongresszuson elnökölt, majd 1883 októberében Istóczy Győzővel, Ónody Gézával, Széll Györggyel és Anderánszky Gáborral együtt megalapította az Országos Antiszemita Pártot, mely az 1884-es választásokon 17 képviselőt delegálhatott a parlamentbe. A párt rövidesen kettészakadt, 1887-ben pedig Simonyi kiesett a parlamentből. Számos politikai röpiratot írt és szerkesztett, leginkább a zsidók ellen hallatta hangját. Élete végén a közoktatás és szociálpolitika felé fordult, több írása ebben a témában jelent meg. Simonyi 1904 nyarán hunyt el, mikor kerékpározás közben szívrohamot kapott.

## Művei
- 1870 Egy pár szó a katholikus autonomiához
- 1870 Állam és Egyház
- 1880 Nemzeti tragikomédia. Budapest
- A modern alkotmánytan tévedései (magyarul és németül)
- 1882 Mentsük meg a magyar földbirtokost. Budapest
- 1883 Der Judaismus und die parlamentarische Komődie. Pozsony és Lipcse
- Der Antisemitismus.
- Válaszfelirati javaslat az 1884. évi trónbeszédre
- „Metempychose” fantasztikus regény.
- Zeit-, Streit- und Zukunfstfragen. 2 köt.